# Jacinto Sánchez de Orellana
Jacinto Sánchez de Orellana y Chiriboga-Daza (Quito, 1747 - ibídem, 21 de junio de 1815) fue un noble y político ilustrado quitense, que ostentó el título de II marqués de Villa de Orellana. Fue además miembro de la Segunda Junta de Gobierno de Quito en 1810, y representante de la alta nobleza en el Supremo Congreso del Estado de Quito entre 1811 y 1812.

## Biografía
Nació en la ciudad de Quito, entonces capital de la Real Audiencia homónima, a mediados del año 1747; siendo bautizado el 12 de septiembre del mismo año en la mansión de la familia. Fue el primero de los cuatro hijos del matrimonio formado por Clemente Sánchez de Orellana y Riofrío, I marqués de Villa de Orellana, y doña Agustina Javiera Chiriboga-Daza y Luna.
Realizó sus estudios primarios en el Seminario San Luis, de la ciudad de Quito. Después pasó a la Universidad de San Gregorio Magno, donde recibió el título de Licenciado en Cánones, en 1761 cuando contaba con solo los 14 años de edad. Se graduó como abogado en la misma Universidad en 1773.
Se casó con Antonia Cabezas y Burbano de Lara, con quien tuvo un solo hijo: José Sánchez de Orellana, quien se convertiría en su heredero. Según el censo de 1797, la casa de los marqueses estaba situada en la esquina suroriental de las actuales calles Olmedo y Cuenca, muy cerca de los Condes de Selva Florida y de la célebre Casa de la Gran Cornisa. Don Jacinto heredó a su padre sólo el obraje en Otavalo y la Hacienda de El Calzado, comprando luego por su cuenta las propiedades de Cambugán, Gualsaquí, El Cardón y El Chorrillo.
Los últimos años de vida los pasó aquejado de gota en la Hacienda Puembo, de su propiedad. Falleció el 21 de junio de 1815 en la ciudad de Quito, y fue velado en la iglesia de El Sagrario para después ser enterrado en las bóvedas de la iglesia de La Merced.

## Vida pública
En 1776 se convirtió en Alcalde de Quito, cargo desde el que combatió eficazmente la epidemia de viruela y adecuó la plaza de La Recoleta, además, el mismo año fue nombrado Regidor perpetuo de la provincia de Quito. Para 1782 volvió a ser nombrado Alcalde, pese a que al parecer residía en Francia según el testamento de su padre. Fue miembro de la Escuela de la Concordia en 1791, misma que impulsaba el pensamiento de la ilustración entre sus selectos miembros. Fue elegido Rector de la Universidad de San Gregorio Magno en 1793; y ese mismo año fue nombrado Sargento Mayor de Milicias. Esto demuestra el impulso y el gran espíritu de su padre, quien hacia 1774 decidió enviar a Jacinto a Europa, cosa muy desusada y arriesgada.

### Estado de Quito
Tras una travesía de cuatro meses desde España, el 9 de septiembre de 1810 entró en Quito el coronel Carlos de Montúfar, en su calidad de Comisionado del Consejo de Regencia, que llegaba para apaciguar los hechos ocurridos durante la Junta de Gobierno que había tenido lugar el 10 de agosto del año anterior.
Tan pronto arribó, el joven Montúfar decidió convocar una nueva junta; esta se denominaría Junta de Gobierno, y era un triunvirado formado por Ruiz de Castilla, el obispo de Quito Cuero y Caicedo y el propio Carlos Montúfar. Entre el 22 y el 25 de septiembre se realizaron diferentes reuniones en la Sala Capitular del Convento de San Agustín, en la misma se eligieron los miembros y representantes de la ciudad a la Junta Superior de Gobierno. Así se estructuró el gobierno de Quito, plasmado en la definición de los tres poderes: Ejecutivo, Legislativo, y Judicial. El poder Ejecutivo estuvo presidido por don Juan Pío Montúfar, e integrado por Pedro Quiñones Cienfuegos, Calixto Miranda, Ignacio Ortiz de Ceballos y Jacinto Sánchez de Orellana. El poder Legislativo estuvo regido por Antonio Tejada, el provisor Manuel Caicedo, Luis Quijano, José Salvador, Miguel Suárez y José Ascázubi. Finalmente, el poder Judicial estuvo conformado por Javier Gutiérrez, Juan José Mena y Luis González.
Para el 9 de octubre de 1810, la Junta de Gobierno que fue originalmente leal a la corona hispana, volvió a declarar que no obedecería al virrey de la Nueva Granada, reivindicando los valores de la Junta del 10 de agosto de 1809. Apenas dos días después, es decir el 11 de octubre de 1811, Quito proclamó su independencia total de España y la conformación del Estado de Quito.
El 15 de febrero de 1812 se promulgó la primera Constitución ecuatoriana: la Constitución del Estado de Quito, que establecía una República con división de poderes y terminaba con cualquier sospecha sobre las convicciones republicanas de los quiteños. Este fue el primer Estado independiente y soberano proclamado en el territorio del actual Ecuador y ejerció jurisdicción sobre la Sierra central y norte, así como sobre el litoral de Esmeraldas. Esta constitución nombró a Jacinto Sánchez de Orellana como representante de la alta nobleza dentro del Poder Ejecutivo liderado por el obispo José de Cuero y Caicedo y el Marqués de Selva Alegre, Juan Pío de Montúfar.
El 1 de enero de 1812, Cuero y Caicedo convoca un Congreso para elaborar la ley constituyente. Es en esta época que Francisco Calderón (padre de Abdón Calderón) empezó a ganar prestigio apoyado por el grupo del Marqués de Villa Orellana, al caer la fama y prepotencia de los Montúfar tras los últimos fracasos en las fronteras. Sin embargo, en el Congreso, los llamados montufaristas lograron una mayoría, lo que dificultaba el panorama a los autodenominados sanchistas.
Descontentos con la legislatura de los montufaristas, quienes eran mayoría en el Congreso, los sanchistas se retiraron a Latacunga el 24 de febrero de 1812, donde instalan un Congreso paralelo. Convocaron a las tropas capitaneadas por Francisco Calderón, y que se encontraban en Alausí, para marchar sobre la ciudad de Quito y deponer a los Montúfar. Finalmente los ambas facciones arreglaron las disputas y juntos se propusieron una campaña militar sobre Cuenca que brindara los laureles necesarios a la nueva situación.
Después de varias derrotas militares y el apoderamiento de la ciudad de Quito por parte de las tropas realistas de Toribio Montes, los restos del Ejército quiteño fueron finalmente derrotados en la Batalla de Ibarra, en las cercanías de la milenaria laguna de Yaguarcocha, el 1 de diciembre de 1812. Llegando así a su fin el Estado de Quito.
El marqués de Villa Orellana, que había sido representante de la alta nobleza en el Gobierno quitense, fue acusado de ser criollo insurgente, seductor y entusiasta de la causa republicana, por lo que se dispuso su apresamiento y envío a España para ser juzgado en 1816, pero falleció poco antes.